# جون بيردسال
جون بيردسال هو محامي وقاضي وسياسي أمريكي، ولد في 1802، وتوفي في 22 يوليو 1839. انتخب عضو جمعية ولاية نيويورك ‏ وانتخب عضو مجلس ولاية نيويورك ‏.